# Andrzej Urbańczyk (żeglarz)
Andrzej Urbańczyk (ur. 1 marca 1936 w Warszawie) – polski żeglarz i pisarz, kapitan jachtowy, najbardziej znany z odbywania samotnych rejsów z kotem „Myszołowem” po całym świecie, autor ponad 50 książek, wydanych w ponadmilionowym nakładzie i przetłumaczonych na 7 języków. Absolwent Wydziału Chemicznego Politechniki Gdańskiej.

## Życiorys
Syn Zygmunta i Moniki Urbańczyków. Uczęszczał do I Liceum Ogólnokształcącego w Lęborku. W 1960 ukończył studia na Wydziale Chemicznym Politechniki Gdańskiej. W pierwszy rejs wyruszył z Łeby na świerkowej tratwie Nord 28 sierpnia 1957 roku, wraz z 3 członkami załogi. Rejs w trudnych warunkach pogodowych zakończony sukcesem, tratwa dopłynęła do wyspy na południowych brzegach Szwecji. W 1970 wyemigrował z Polski. Na emigracji zamieszkał w Montara w Kalifornii, pracował dla przedsiębiorstw kalifornijskich: Philco Ford w Redwood City, Steward Warner oraz Monolithic Memories w Sunnyvale. W tej ostatniej firmie brał udział w produkcji podzespołów do bezzałogowych sond kosmicznych Viking 1 i Viking 2. W czasie swoich rejsów brał udział w testach jednego z pierwszych satelitarnych systemów nawigacyjnych – Star Track firmy Radar Devices z San Leandro.
Wpisany do Księgi rekordów Guinnessa jako światowy rekordzista w samotnych rejsach z liczbą ponad 75 000 mil morskich przepłyniętych samotnie. Jako jedyny Polak przepłynął ponad 120 tys. mil pod żaglami na wszystkich oceanach. W samotnych rejsach spędził łącznie 750 dni. W 2003 otrzymał nagrodę Kolosa za wyczyn roku, rejs tratwą przez Pacyfik i pobicie rekordu wszech czasów długości rejsu na tratwie.
Debiutował w wieku lat jedenastu na łamach czasopisma Świat Przygód. Napisał setki artykułów prasowych, w tym wiele, jako Andrew Urbańczyk, do prestiżowego pisma Latitude 38. W Polsce publikował m.in. w czasopismach Morze, Żagle i Młody Technik. Jest również autorem opowiadań science-fiction. Znany jest także jako kompozytor i autor słów szant i piosenek. Jest członkiem Stowarzyszenia Pisarzy Polskich.
Jego żona, Krystyna z domu Schutenberg (była kapitanem zespołu „Spójni” Gdańsk, wicemistrza Polski w koszykówce) również żegluje i pisze, a ponadto uprawia wspinaczkę wysokogórską. Małżeństwo mieszka (2018) na Karaibach.

## Edukacja
- mgr inż. – chemia, Gdańsk 1960
- kapitan jachtowy – Gdańsk 1968
- doktorat – historia, Kraków 1994

## Niektóre rejsy Andrzeja Urbańczyka
- 1957 „Nord” – wyprawa „Tratwą przez Bałtyk"
- 1975 „Nord II” – Las Palmas–Barbados – otwartą szalupą
- 1977 „Nord III” – Los Angeles–San Francisco (samotnie)
- 1977 „Nord III” – San Francisco–Hawaje–wyspa Wake – Jokohama (samotnie)
- 1978 „Nord III” – Jokohama–San Francisco: non stop (samotnie) – rekord trasy
- 1978 Szkuner „Morning Star” – San Francisco–Hawaje–Samoa–Sydney
- 1982 „Nord IV” – San Francisco–Hawaje–San Francisco (samotnie)
- 1984 „Nord IV” – dookoła świata z zawinięciem do trzech portów (samotnie); Rejs Roku – Srebrny Sekstant 1984
- 1989 „Nord V” – San Francisco–Hawaje–San Francisco
- 1989 „Nord V” – próba opłynięcia świata non stop w 100 dni (samotnie)
- 1991 „Nord V” – druga próba opłynięcia świata w 100 dni (samotnie)
- 1992 „Nord V” – trasą Słowian na Pacyfiku (samotnie)
- 1995 „Słoń Morski” – żegluga na wodach antarktycznych
- 2002 „Nord VI” – żegluga sekwojową tratwą przez Pacyfik - rekord Guinnessa
- 2006 „Nord-bis”[4] – po 50 latach ponowna wyprawa świerkową tratwą przez Bałtyk

## Książki
- „Tratwą przez Bałtyk” 4 wydania
- „Człowiek i morze” 2 wydania
- „Alkaliczny przerób fosforytów” skrypt
- „Oceanonauci - ludzie głębin”  Wydawnictwo Morskie, seria Miniatury Morskie, zeszyt 14, Gdańsk 1968
- „Bomba z Palomares”   Wydawnictwo Morskie, seria Miniatury Morskie, zeszyt 13, Gdańsk 1968
- „William Willis żeglarz niezłomny” (2 wydania) Wydawnictwo Morskie, seria Miniatury Morskie, zeszyt 16, Gdańsk 1970
- „Statki pułapki”, Wydawnictwo Morskie, seria Miniatury Morskie, zeszyt 43, Gdańsk 1969
- „Tratwa RA, tonie!” Wydawnictwo Morskie, seria Miniatury Morskie, zeszyt 19, Gdańsk 1970
- „Nasz kot domowy”
- „Samotne rejsy” 8 wydań
- „Szalone eskapady” 4 wydania
- „Wyprawa Nord III”
- „Słuchając głosu oceanu” KAW Szczecin 1983
- „Dziękuję ci, Pacyfiku” 2 wydania
- „Aloha Hawai”
- „Cisze i sztormy” Wydawnictwo Morskie Gdańsk 1988 ISBN 83-215-4414-2
- „Myszołów kot wspaniały” 2 wydania Glob Szczecin 1988 ISBN 83-7007-185-6
- „Za burtą” Alma-Press Warszawa 1990 ISBN 83-7020-066-4
- „Siedem wspaniałych” współautorstwo
- „Z wiatrem i pod wiatr”
- „Poczta Neptuna” Wydawnictwa Szkolne i Pedagogiczne Warszawa ISBN 83-02-05115-2
- „Samotny jachting oceaniczny 1876–1993”
- „Dookoła świata bez sztormów”
- „Chemia na piątkę”
- „Nawigacja prosta, łatwa, zabawna”
- „Matki, żony, córki” Nord Gdańsk 1996
- „Ocean i człowiek”
- „Planowanie rejsów oceanicznych” skrypt
- „Polski samotny jachting oceaniczny 1936–1996”
- „Bibliografia polskiego samotnego jachtingu”
- „BUNT – zbiór poezji Nord Gdańsk 2000 ISBN 83-90721-93-8
- „Myśli z oceanicznych wacht” – aforyzmy Nord Gdańsk 2000 ISBN 83-907219-5-3
- „Błękitna groza” Marpress 2000 ISBN 83-87291-69-2
- „Kilwater życia” Marpress 2000 ISBN 83-87291-86-2
- „Cymesy z mojej mesy” Książka i Wiedza 2000 ISBN 83-05-13147-5
- „Śpiew oceanu – ballady, piosenki, toasty i wiwaty” Marpress 2002 ISBN 83-89091-98-9
- „Alfabet Urbańczyka” Marpress 2004 ISBN 83-89091-34-8
- „W Łebie jak w niebie” Marpress 2004
- „Dookoła świata bez sztormów” Alma-Press 2006 ISBN 83-7020-351-5
- „Siedem sekwojowych pni” Wydawnictwo Pascal 2006 ISBN 83-7304-788-3
- „Nawigacja prosta łatwa zabawna” Alma-Press 2007 ISBN 978-83-7020-367-2
- „Tratwą przez Bałtyk raz jeszcze” Marpress 2007 ISBN 978-83-7528-002-9
- „Przesłuchanie Andrzeja Urbańczyka” Wiedza Powszechna 2008 ISBN 978-83-05-13536-8
- „Z całego świata” (opowiadania), Wydawnictwo Nord 2012, ISBN 978-83-907219-9-6
- „Machina czasu” (opowiadania), Wydawnictwo Nord 2012, ISBN 978-83-936029-0-2

## Nagrody i odznaczenia
- Nagroda I stopnia Ministra Żeglugi (1968)
- Złota Odznaka honorowa „Zasłużony Pracownik Morza” (1969)
- Magnum Tropheaum (1970)
- Equatorial Challenger (1984)
- Slocum Society Honors (1984)
- Medal za Zasługi dla Marynarki Wojennej (1984)
- Komandoria Honorowa YKP (1995)
- Medal św. Wojciecha (2004)[5][6]

Źródło:.